# Premi Glenn Gould
El Premi Glenn Gould és un premi internacional atorgat per la Fundació Glenn Gould en memòria del prestigiós pianista canadenc Glenn Gould. És atorgat cada tres anys a un personatge viu al qual se li reconeixen les seves contribucions a la música i la comunicació.
Els guardonats (Laureates) reben un premi de C$50.000, i se'ls dona la responsabilitat d'anomenar el receptor del premi de la Ciutat de Toronto-Glenn Gould International Protégé de la Música. Els Protégés reben C$10.000.
Tant el Laureates com el Protégé reben un estatueta de bronze de Glenn Gould dissenyat per l'artista canadenc Ruth Abernathy. A més a més, es mostra el retrat de cada Laureate a l'Estudi Glenn Gould de Toronto de la Corporació de Radiodifusió Canadenca.

## Premiats
| Laureates - 2008 José Antonio Abreu - 2005 André Previn - 2002 Pierre Boulez - 1999 Yo-Yo Ma - 1996 Toru Takemitsu - 1993 Oscar Peterson - 1990 Yehudi Menuhin - 1987 R. Murray Schafer | Protégés - 2008 - 2005 Roman Patkoló - 2002 Jean-Guihen Queyras - 1999 Wu Man - 1996 Tan Dun - 1993 Benny Green |